# Ernst Grysanowski
Ernst Georg Friedrich Grysanowski (* 1824 in Königsberg; † 31. Mai 1888 in Segromigno bei Lucca) war ein deutscher Philosoph, Chirurg, Geburtshelfer und Bekämpfer von Tierversuchen.

## Leben
Ernst Grysanowski besuchte bis 1841 in seiner Heimatstadt das Friedrichskolleg und sodann die Universität Königsberg, wo er im Alter von 21 Jahren den Doktor der Philosophie erlangte. 1855 wurde er als Chirurg und Geburtshelfer zum Doktor der Medizin promoviert. Um 1877 zog er sich aus seiner ärztlichen Tätigkeit zurück und widmete sich ausschließlich der Bewegung gegen Tierversuche (damals: Vivisektion), nachdem er zuvor jahrelang Material zu diesem Thema gesammelt hatte. Den entscheidenden Anstoß gab ihm eine Freundin, die Schriftstellerin Marie Espérance von Schwartz, als sie ihm die Skizzen ihrer Novelle Gemma, oder Tugend und Laster vorlegte, die von der Brutalität der Vivisektion handelt. Den beiden schloss sich wenig später Ernst von Weber an, dessen drittes Buch Die Folterkammern der Wissenschaft (1879) wie ein Lauffeuer Verbreitung in gebildeten Kreisen fand und die Skepsis der Öffentlichkeit nährte. Bald darauf wurde in Dresden mit dem Internationalen Verein zur Bekämpfung der wissenschaftlichen Tierfolter die erste deutsche antivivisektionistische Gesellschaft gegründet, für deren Zentralorgan, die Monatsschrift Thier- und Menschenfreund, ab etwa 1900 Magnus Schwantje zahlreiche Beiträge schrieb.
Geprägt waren Grysanowskis Bemühungen von einem Kantischen Ideal. Die mündigen Menschen, frei und vernünftig, so argumentierte Grysanowski, seien die stärkste Gruppe in der Gesellschaft und als einzige fähig, sich ethische Beschränkungen aufzuerlegen. Eine Gesellschaft wie unsere, die infolge der Aufklärung eine zivilisierte Entwicklung durchmache und moralische Gefühle entwickelt habe, darunter Menschen- und Tierliebe, sah er als die schönste Frucht des Jahrhunderts an. 
Einige seiner Texte publizierte Ernst Grysanowski unter den Pseudonymen Dr. med. Jatros oder Dr. med. E. G. Hammer. Bis zu seinem Tod im Jahr 1888 erschienen von ihm etwa 20 tierversuchskritische Schriften.

## Schriften
- Gesammelte antivivisectionistische Schriften. Herausgegeben von Emil Knodt, Münster i. W. 1897.

darin:
- Jatros: Die Vivisection, ihr wissenschaftlicher Werth und ihre ethische Berechtigung. Nr. I. Leipzig 1877.
- E. G. Hammer: Die Vertheidiger der Vivisection und das Laien-Publikum. Nr. II. Leipzig und Berlin 1879.
- Ansprüche der Physiologen. Eine Erwiderung auf Herrn Professor Heidenhain's Schrift „Die Vivisection im Dienste der Heilkunde“. Nr. III. Berlin und Leipzig, 1879.
- Der Vivisectionsstreit und das „Leipziger Tageblatt“. Nr. IV. 1879.
- Die Metakritiker der Vivisection im Jahre 1880. Nr. V. Dresden 1881.
- Das ärztliche Concil zu London (August 1981). Nr. VI. Hannover 1881.
- Herr Geh.-Rath Virchow und die Reichstags-Commission. Nr. VII. Thier- und Menschenfreund. Probe-Nr., 1881.
- Kurze Anleitung zur Gewinnung eines Standpunktes in der Vivisectionsfrage. Nr. VIII. Guben 1881.
- Herrn Prof. Dr. med Hüter, Referenten über die Antivivisections-Petitionen in der Petitions-Commission des Deutschen Reichstages. Nr. IX. Thier- und Menschenfreund, Nr. 3, Jg. 1882.
- Privatissimum zur Vivisectionsfrage für die Studierenden der medicinischen Facultäten. Nr. X. o. O., 1882.
- Die Presse und die vivisectorische Reclame. Nr. XI., Dresden 1883.
- Kritische Beleuchtung der Vivisectionsdebatte im preussischen Abgeordnetenhause. Nr. XII. Dresden 1883.
- Die Vivisectionsfrage vor dem preussischen Landtage. Nr. XIII. Bayreuther Blätter VI, 228, 1883.
- An die Redaktion des „Thier- und Menschenfreund“, Berlin W, Wilhelmstraße Nr. 91. Nr. XIV. Thier- und Menschenfreund, Nr. 7, Jg. 1884.
- Das Neueste in der Vivisectionspolemik. Nr. XV. Auf der Höhe, Hrsg. von L. v. Sacher-Masoch, Heft 34, Jg. 1884.
- Ein Wort zur Verständigung über die Vivisectionsfrage. Nr. XVI. Schmorl & von Seefeld, Hannover 1885.
- Unsere Stellung dem Publicum gegenüber. Nr. XVII. Anwalt der Thiere, Nr. 5, Jg. 1885.
- Thierschutz und Darwinismus. Nr. XVIII. Anwalt der Thiere, Nr. 11 und 12, Jg. 1885.
- Die Vivisection. Zur Verständigung über die Motive und Zwecke der Agitation. Nr. XIX. Riga 1887.